# Nikos Dabizas
Nikolaos "Nikos" Dabizas, řecky Νικόλαος "Νίκος" Νταμπίζας (* 3. srpen 1973, Amyntaio) je bývalý řecký fotbalista. Nastupoval většinou na postu středního obránce.
S řeckou reprezentací vyhrál mistrovství Evropy roku 2004. V národním mužstvu hrál v letech 1994–2004 a odehrál 70 zápasů.
S Olympiakosem Pireus se stal dvakrát mistrem Řecka (1997, 1998), s Larissou jednou získal řecký pohár (2007).